# Condado de Clinton (Iowa)
O Condado de Clinton é um dos 99 condados do estado norte-americano de Iowa. A sede do condado é Clinton, que é também a sua maior cidade. O condado tem uma área de 1839 km² (dos quais 39 km² estão cobertos por água), uma população de 50 149 habitantes, e uma densidade populacional de 10 hab/km² (segundo o censo nacional de 2000). O condado foi fundado em 1837 e recebeu o seu nome em homenagem a DeWitt Clinton (1769-1828), senador e governador de Nova Iorque.

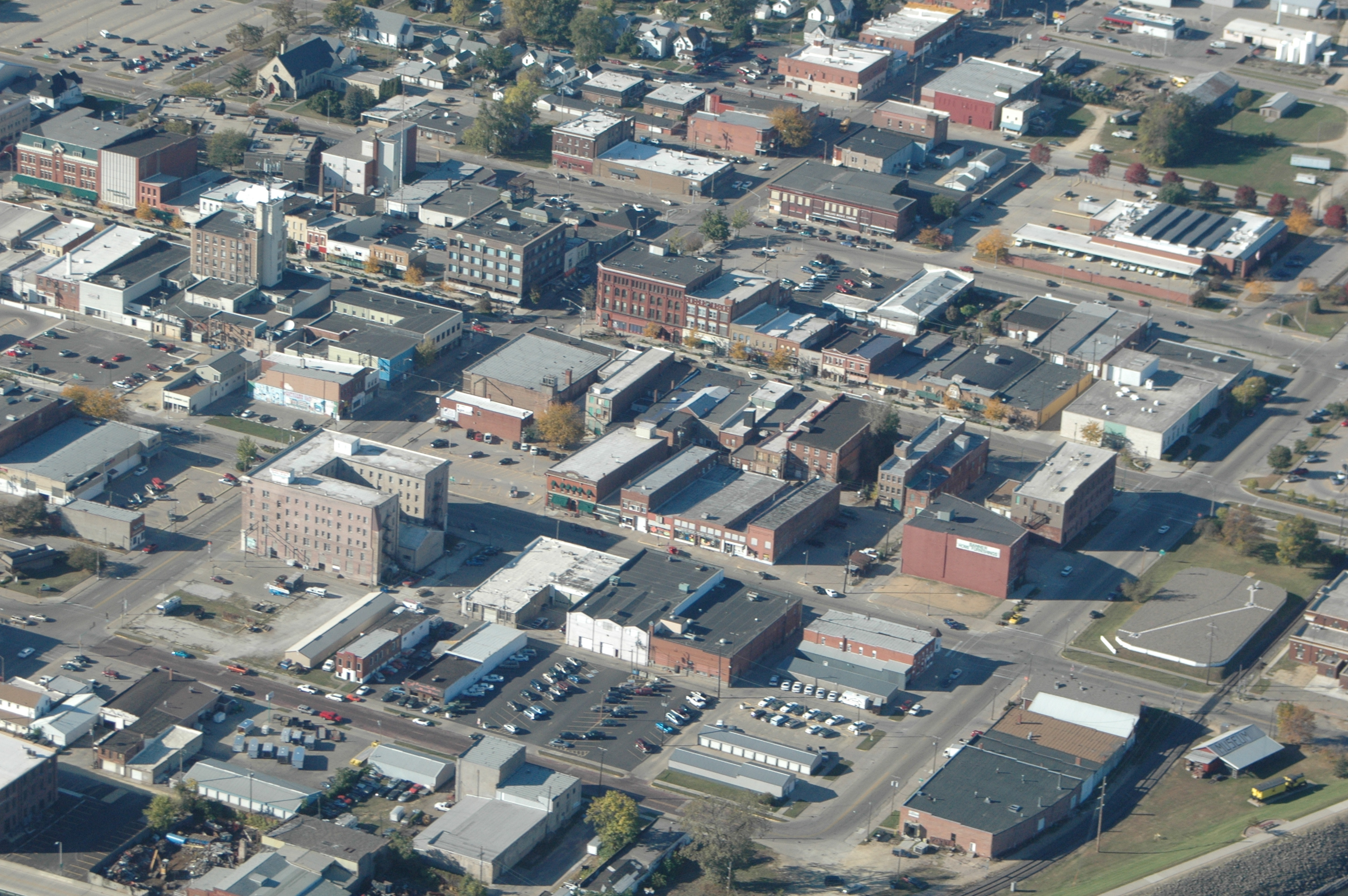
Vista aérea de Clinton, sede do condado de Clinton, Iowa